# Wanted! The outlaws
Wanted! The outlaws is een muziekalbum van Willie Nelson, Waylon Jennings, Jessi Colter en Tompall Glaser uit 1976. De vier countryzangers schreven met dit album om twee redenen geschiedenis: het was het eerste als platina gecertificeerde countryalbum en het vestigde de naam van de outlaw-countrymuziek. Van het album werden meer dan een miljoen exemplaren verkocht.

## Outlaw
Toen het album uitkwam, was de term outlaw-country nog niet in gebruik. Het type werd in de jaren ervoor nog progressieve country genoemd. Als 'outlaw' was de term wel al eerder neergezet, namelijk door Jennings in 1972 met zijn album Ladies love outlaws. Hier was in 1973 al naar verwezen door Hazel Smith, die het type muziek letterlijk kwalificeerde als outlaw. Toen was het echter niet blijven hangen. Dit Wanted-album bracht daar definitief verandering in.

## Stimulans
Alle vier artiesten hadden ook al eerder werk gemaakt dat in de hitlijsten was beland. De selectie van nummers op dit album is niet geheel nieuw en de afslag naar dit type muziek hadden ze al eerder gemaakt. Niettemin markeerde het album het middelpunt van de campagne om deze nieuwe stijl te vestigen. Het bleek voor korte tot langere tijd een stimulans voor de carrières van alle vier artiesten.

## Nummers
| Nr. | titel                              | zanger(s)                       | producer(s)                       | schrijver(s)                    | duur |
| --- | ---------------------------------- | ------------------------------- | --------------------------------- | ------------------------------- | ---- |
| A1  | My heroes have always been cowboys | Waylon Jennings                 | Waylon Jennings                   | Sharon Vaughn                   | 2:47 |
| A2  | Honky tonk heroes                  | Waylon Jennings                 | Tompall Glaser & Waylon Jennings  | Billy Joe Shaver                | 3:27 |
| A3  | I'm looking for blue eyes          | Jessi Colter                    | Ronny Light                       | Jessi Colter                    | 2:15 |
| A4  | You mean to say                    | Jessi Colter                    | Chet Atkins & Waylon Jennings     | Jessi Colter                    | 2:29 |
| A5  | Suspicious minds                   | Waylon Jennings & Jessi Colter  | Ronny Light                       | Mark James                      | 3:59 |
| B1  | Good hearted woman                 | Willie Nelson & Waylon Jennings | Ray Pennington & Waylon Jennings  | Waylon Jennings & Willie Nelson | 2:56 |
| B2  | Heaven or hell                     | Willie Nelson & Waylon Jennings | Waylon Jennings & Willie Nelson   | Willie Nelson                   | 1:37 |
| B3  | Me and Paul                        | Willie Nelson                   | Felton Jarvis                     | Willie Nelson                   | 3:45 |
| B4  | Yesterday's wine                   | Willie Nelson                   | Felton Jarvis                     | Willie Nelson                   | 3:05 |
| B5  | T for Texas                        | Tompall Glaser                  | Tompall Glaser                    | Jimmie Rodgers                  | 4:11 |
| B6  | Put another log on the fire        | Tompall Glaser                  | Shel Silverstein & Tompall Glaser | Shel Silverstein                | 2:20 |